# Mees Hilgers
Mees Hilgers, né le 13 mai 2001 à Amersfoort aux Pays-Bas, est un footballeur international indonésien qui évolue au poste de défenseur central au FC Twente.

## Biographie

### En club
Né à Amersfoort aux Pays-Bas, Mees Hilgers joue notamment au Sparta Nijkerk (en) avant d'être formé par le FC Twente, qu'il rejoint en 2011.
Hilgers joue son premier match en professionnel le 5 décembre 2020, lors d'une rencontre de championnat face à l'Ajax Amsterdam. Il entre en jeu à la place de Tyronne Ebuehi et son équipe s'impose par deux buts à un,.
Hilgers inscrit son premier but en professionnel le 5 novembre 2021, lors d'une rencontre de championnat face au Heracles Almelo. Titulaire, il donne la victoire à son équipe en étant le seul buteur de la partie,. Révélation du FC Twente lors de la saison 2021-2022, il s'impose comme un joueur régulier. Il est toutefois blessé à l'aine en février 2022 et absent plusieurs semaines, ce qui freine sa progression.
Le 4 août 2022, Hilgers joue son premier match de coupe d'Europe, face au FK Čukarički, à l'occasion d'une rencontre qualificative pour la phase de groupe de la Ligue Europa Conférence 2022-2023. Il est titularisé et son équipe s'impose par trois buts à un.
En fin de contrat avec Twente en juin 2023, Hilgers prolonge finalement le 24 mars 2023. Il est alors lié au club jusqu'en juin 2024,.

### En sélection
En octobre 2024, Mees Hilgers est convoqué pour la première fois avec l'équipe nationale d'Indonésie par le sélectionneur Shin Tae-yong. Il honore sa première sélection lors de ce rassemblement, le 10 octobre 2024 face au Bahreïn. Il est titularisé et les deux équipes se neutralisent (2-2 score final).